# Fredy Allan
Fredy Allan Galembeck (São Paulo, 19 de julho de 1985) é um ator, autor e professor de teatro brasileiro. Após tornar-se conhecido em 1994 como Zequinha no seriado infantil Castelo Rá-Tim-Bum e emendar mais alguns trabalhos, abandonou a televisão em 2000 para focar-se exclusivamente no teatro. Em 2016 se tornou professor de teatro na Oficina Teatro Livre.

## Carreira
Iniciou sua carreira aos sete anos de idade, com o espetáculo A Fuga do Planeta Kiltran, apenas com crianças em cena, este rendeu sua primeira indicação ao Prêmio APETESP como ator revelação. Em decorrência desse espetáculo, foi convidado pelo diretor Cao Hamburguer a fazer um teste para o programa infantil "Castelo Rá-Tim-Bum". Devido ao sucesso do personagem Zequinha – o bordão "Porque sim, Zequinha!" caiu no gosto do público infanto-juvenil. Em 2004 participou do festival Ruhrfestspielen, em Recklinghausen na Alemanha e em 2005 do Teatro Volksbühne, em Berlim, com o Teatro Oficina, direção de Zé Celso Martinez Corrêa.
No Teatro Oficina trabalhou por seis anos na montagem de Os Sertões. Dirigiu o curta Alma, da obra de Oswald de Andrade, onde começa a ida para o longa A Trilogía do Exílio. Escreveu em parceria com Néviton de Freitas a peça, Doces Jovens Coloridos.

## Controvérsias
Em 1 de agosto de 2013, saiu uma nota no jornal O Estado de S.Paulo que o ator Freddy Allan estaria movendo um processo contra a Fundação Padre Anchieta para receber os devidos lucros obtidos pelo licenciamento do seriado Castelo Rá-Tim-Bum.

## Teatro

### Como ator
| Ano     | Título                                      | Personagem              | Ref.          |
| ------- | ------------------------------------------- | ----------------------- | ------------- |
| 1993    | A Fuga do Planeta Kiltran                   | Ian                     | [ 3 ]         |
| 1995    | Amor Bruxo                                  | Davi                    | [ 4 ] [ 5 ]   |
| 1996–97 | Paixão, Flor de Vênus Furiosa               | Neto de Lola / Narrador | [ 6 ]         |
| 1997–98 | Castelo Rá-Tim-Bum em: Onde Está o Nino?    | Zequinha                | [ 7 ]         |
| 1998    | Não Escrevi Isto                            | Jairo                   | [ 8 ] [ 9 ]   |
| 1999    | A Menina e o Vento                          | Agamenon                | [ 10 ]        |
| 2000    | O Incrível Ataque de Mr. Bug e Seus Insetos | João                    | [ 11 ]        |
| 2000    | O Noviço                                    | Rafa                    | [ 12 ]        |
| 2001    | Sonho de uma Noite de Verão                 | Oberão                  | [ 13 ]        |
| 2002–09 | Os Sertões                                  | Tenente Pires Ferreira  | [ 14 ] [ 15 ] |
| 2003    | Siegfried                                   | Alma                    | [ 16 ]        |
| 2005    | Comadre Fulozinha                           | Damião                  | [ 9 ]         |
| 2010–12 | O Idiota - Uma Novela Teatral               | Kólia                   | [ 17 ] [ 18 ] |
| 2013–17 | O Duelo - Uma Novela Teatral                | Álvaro                  | [ 19 ] [ 20 ] |
| 2015–16 | Noites com Mário                            | Mário                   | [ 21 ]        |
| 2018–19 | Cabaré                                      | Marinheiro              | [ 22 ]        |

### Como autor
| Ano  | Título                 | Cargo                 | Ref.   |
| ---- | ---------------------- | --------------------- | ------ |
| 2001 | Doces Jovens Coloridos | Autor                 | [ 23 ] |
| 2015 | Dezembro               | Assistente de roteiro | [ 24 ] |

## Filmografia

### Televisão
| Ano     | Título                           | Personagem          | Notas                      |
| ------- | -------------------------------- | ------------------- | -------------------------- |
| 1994–97 | Castelo Rá-Tim-Bum               | Zequinha            |                            |
| 1995    | Telecurso                        | Dudu                |                            |
| 1996    | Você Decide                      | Felipe              | Episódio: "Dilema de Amor" |
| 1997    | Direito de Vencer                | Lucas               |                            |
| 1998–99 | Vila Esperança                   | Fábio Biu (Fabinho) |                            |
| 2000    | Retrato Falado                   | Dênis               | Episódio: "Dirce"          |
| 2023    | Castelo Rá-Tim-Bum: O Reencontro | Ele mesmo           | Especial (convidado)       |

### Cinema
| Ano  | Título                                 | Personagem | Notas          |
| ---- | -------------------------------------- | ---------- | -------------- |
| 1995 | Super-Colosso: a Gincana da TV Colosso | Furtadinho |                |
| 2013 | Os Amigos                              | Cassiano   | [ 25 ]         |
| 2018 | I Walk Alone                           | Drag-queen | Curta-metragem |

## Prêmios e indicações
| Ano  | Prêmio         | Categoria      | Indicação                 | Resultado | Ref.   |
| ---- | -------------- | -------------- | ------------------------- | --------- | ------ |
| 1993 | Prêmio APETESP | Ator Revelação | A Fuga do Planeta Kiltran | Venceu    | [ 26 ] |